# 马克斯·阿德勒
马克斯·阿德勒（德語：Max Adler，1873年1月15日—1937年6月28日），奥地利法学家、政治家、社会哲学家，毕业于维也纳大学，法学博士，曾与鲁道夫·希法亭共同编辑杂志，其理论构成了奥地利马克思主义的核心内容。